# Barylypa longicornis
Barylypa longicornis är en stekelart som först beskrevs av Brauns 1895.  Barylypa longicornis ingår i släktet Barylypa och familjen brokparasitsteklar. Inga underarter finns listade.